# Armeria (collezione)

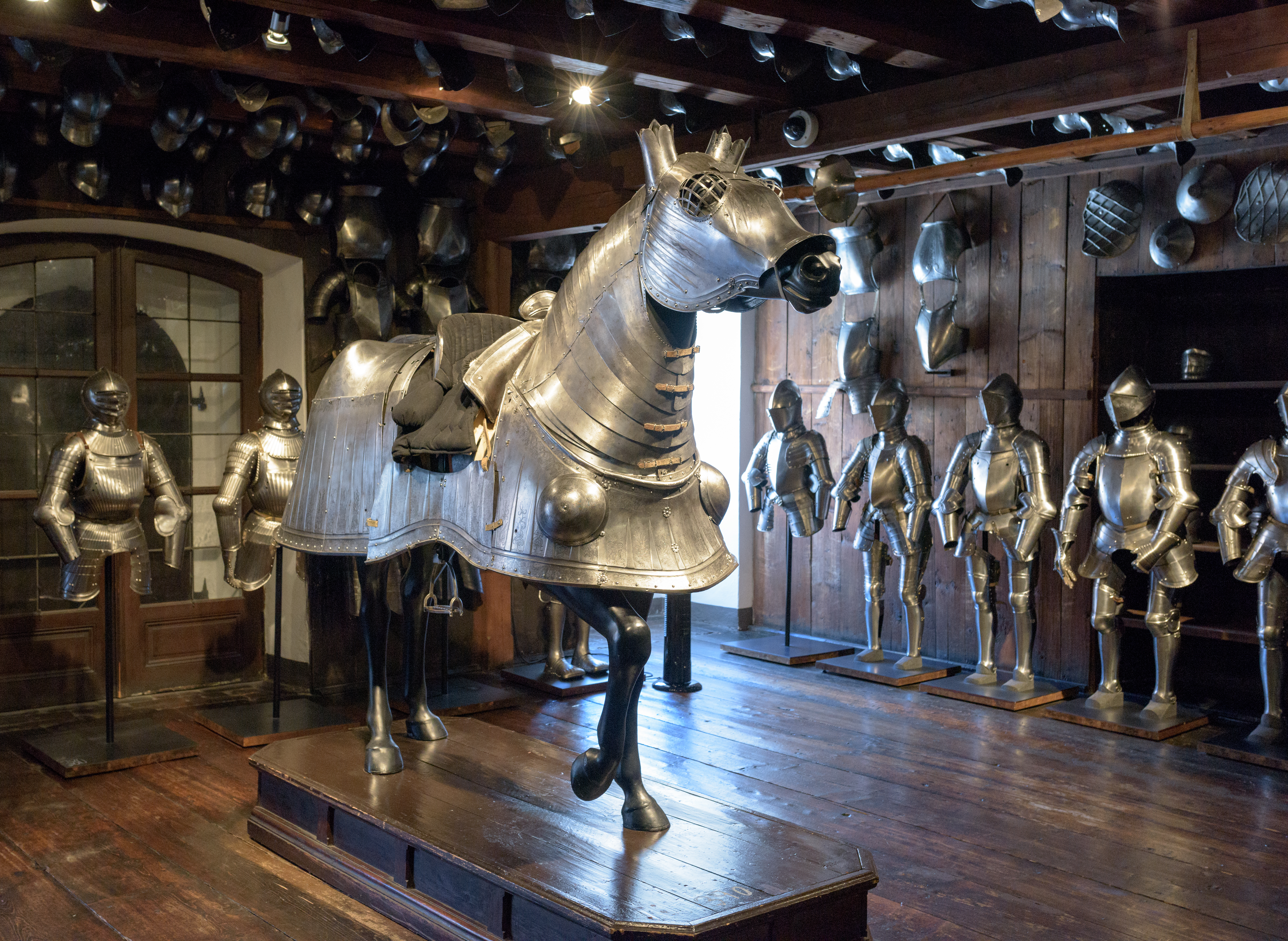
Interno della Landeszeughaus di Graz

L'armeria è una raccolta (anche privata) di armi, prevalentemente antiche e di fattura interessante dal punto di vista artistico.
Questo genere di collezione è il più delle volte incluso come una sezione di istituzioni più estese e solo eccezionalmente viene presentata come autonoma.

## Storia
L'armeria, come tutte le collezioni e poi i musei, vide come precedente le raccolte dei tesori di chiese e principi dove erano ammassati oggetti di differente natura: reliquie e articoli sacri, mirabilia e opere d'arte. Oggetti che ricevevano importanza, al di là della loro funzione d'uso o valore, per il significato che potevano trasmettere rappresentando l'invisibile del divino o delle regole. Ugualmente nel XV e XVI secolo si diffuse il collezionismo tra nobiltà e principi sebben con un criterio di indifferenziato accumolo. Furono più sistematiche le raccolte del tardo XVII secolo finché la Rivoluzione francese non sancì la nascita dei musei con esplicita funzione pubblica.

### L'armeria come celebrazione dinastica

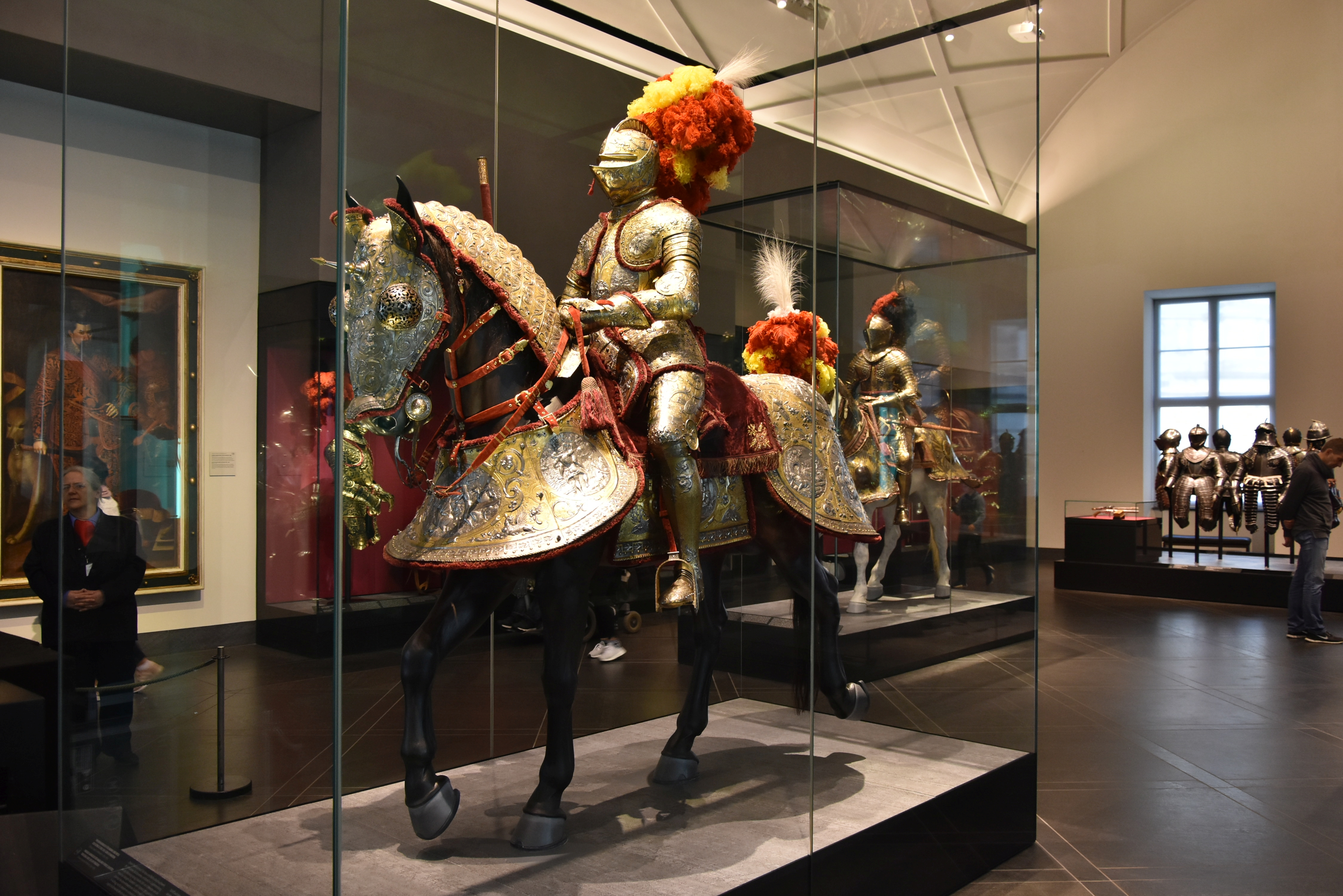
Eliseus Libaerts, aramatura da parata di Erik XIV di Svezia, XVI secolo, Dresda, Rüstkammer

Un percorso simile lo ebbero anche le raccolte d'armi. Questa potevano essere comprese anche in epoca medioevale al di fuori della loro funzione le come le spade apprezzate per il loro simbolico valore regale conservate tra i doni a principi e nobili. Altre armi potevano finire nelle chiese come ex voto assieme a qualche vessillo, bottino di guerra strappato agli infedeli. È comunque all'inizio del rinascimento che nascono le collezioni private d'armi conservate nelle rüstkammern della nobiltà tedesca (un preciso ed esteso esempio sopravvive con la storica collezione Trapp del castel Coira). Tuttavia il fatto che allora la guerra, ormai combattuta da mercenari e truppe contadine, portava a limitare queste raccolte alle armi da cerimonia, parata o giostra, più consone a rappresentarsi come status symbol della famiglia e delle su tradizioni militari.
Lo stesso avveniva anche tra i nobili italiani. Francesco Sansovino nel 1581 metteva in evidenza degli «Studi d'Arme» veneziani appartenenti a «valorosi & notabili gentilhuomini» che «non meno sono riguardevoli […] in diverse case nobili fra i quali risplendono per quantità & qualità di così fatti arnesi» quelli delle famiglie Salamon, Surian, Querini, Zen, Pasqualigo, da Canal e Civran.
A metà nel Cinquecento e con maggiore opulenza anche alcune case reali onorarono le proprie dinastie con collezioni di armi. Nacquero cosi la Real Armería nel Palacio Real de Madrid, quelle imperiali di Vienna al Kunsthistorische Museum e la Rüstkammer di Dresda.

### Da armeria funzionale a collezione museale
Non di meno prima delle collezioni celebrative e esistevano i depositi di armi strettamente funzionali ai servizi di guardie e milizie, talvolta anche con edifici appositi come alcune Zeughaus tedesche.

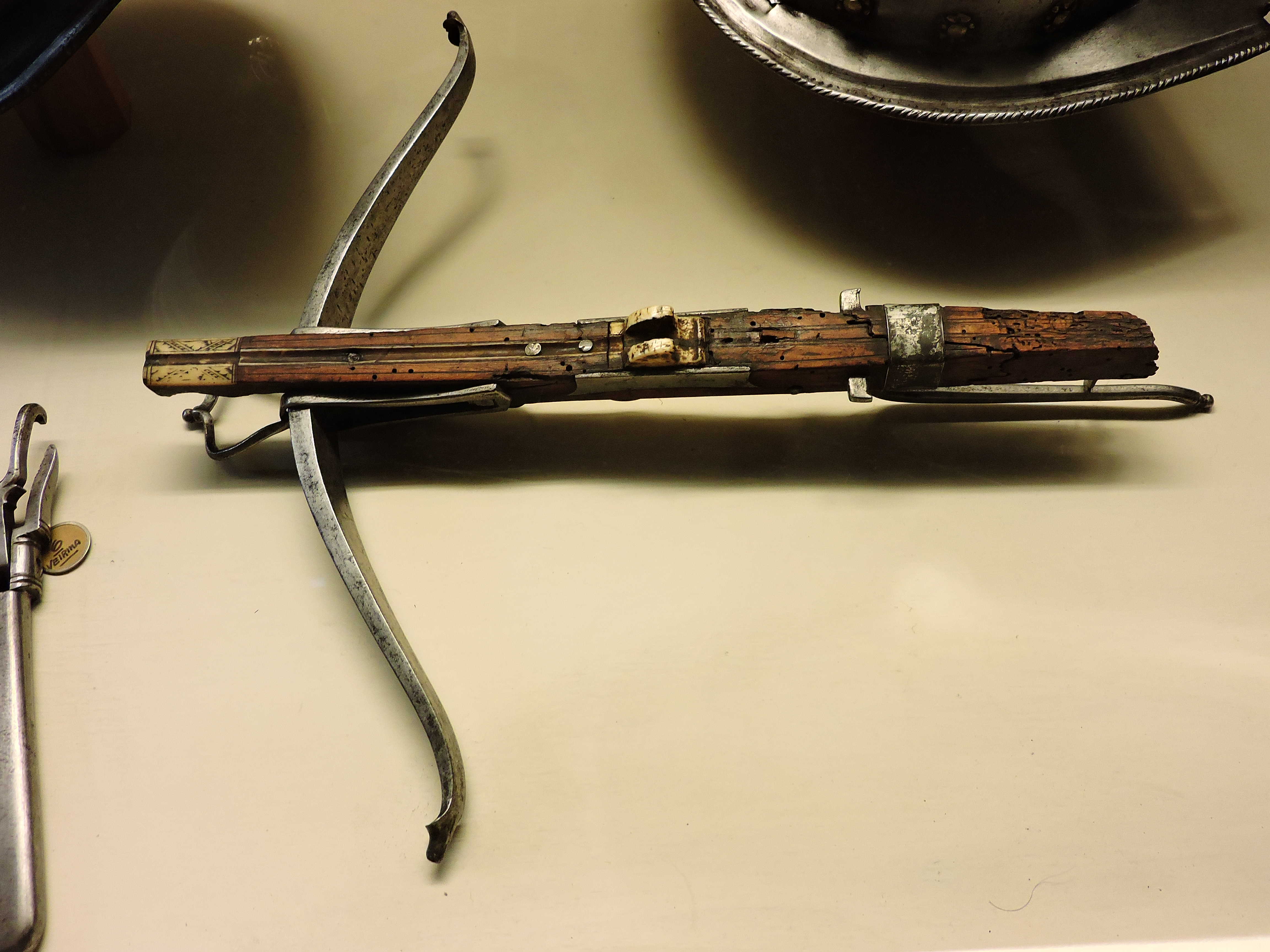
Balestra, XV secolo, Venezia, armeria del Palazzo Ducale

La storia dell'armeria del palazzo ducale di Venezia, forse la prima ma sicuramente la più documentata, può rappresentarne l'evoluzione da deposito funzionale a collezione storica. Il più antico inventario del 1394 ci racconta che l'armeria conteneva meno di un migliaio di pezzi: lance, scudi, balestra, elmi, corazze etc… tutti di realizzazione seriale. Un secolo e mezzo dopo, nel 1538, il quantitativo di armi elencato arriva a superare i 15.000 pezzi aggiungendo anche archibugi e relative munizioni nonché spade di manifattura italiana, spagnola e catalana; a questi articoli di serie si aggiungevano alcuni oggetti emblematici come l'archibugio del doge Loredan, parte dell'armatura e la balestra dell'ultimo signore di Padova, lo sconfitto Francesco Novello da Carrara, due statue che presumibilmente ritraevano il duca di Milano Francesco Sforza e la moglie, inoltre erano presenti un paio di armature complete e qualche oggetto, evidentemente bottino di guerra, curioso (come una mazza ferrata «da zigante» e una coppia di tamburi militari turchi) o impreziosito (un pugnale con l'impugnatura di alabastro e una pistola dorata con il calcio decorato da perle e argento).

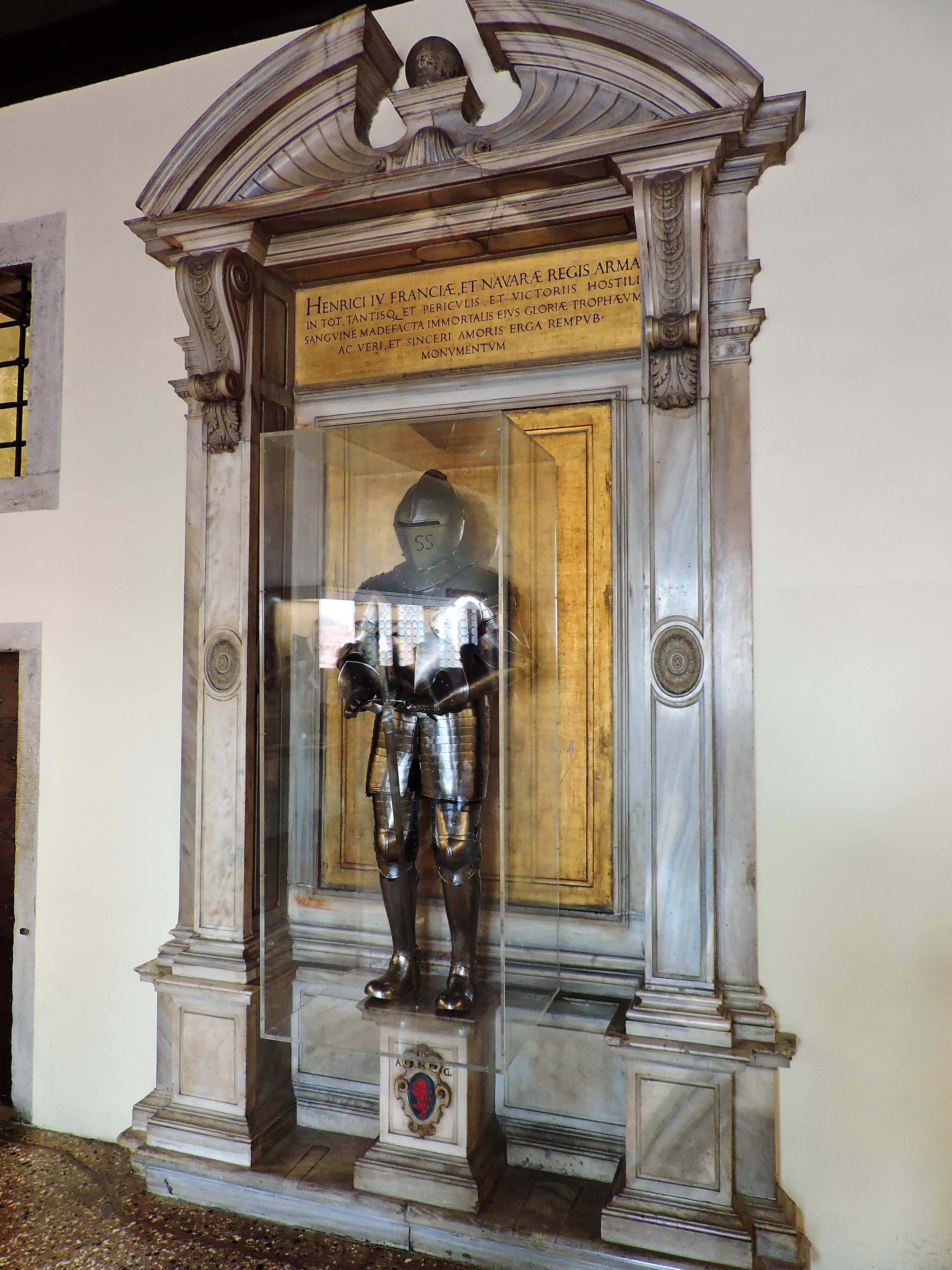
Armatura di Enrico IV, XVI scolo, Venezia, armeria di Palazzo Ducale

Con l'inventario del 1611 i riferimenti storici iniziano a trovare uno spazio, se pur ridotto, nella organizzazione tradizionale per tipologie funzionali dove era stat opereta una drastica selezione riducendosi a circa 4.000 pezzi. Veniva ricordata «l'armadura del serenissimo Ré di Franza» che lo stesso Enrico IV aveva donato durante ila suo soggiorno veneziano nel 1571, tre spade da stocco donate da due papi non nominati e l'altra dal doge Sebastiano Ziani di cui siesibiva anche la corazza con brocche dorate, la «testina d'Ezzelin da Roman in marmo», il «lume de bronzo si dice esser stata trovata nell'arca di Antenore», «l'armadura de Gattamellà fornida bianca et dorada», la scimitarra e il pugnaie «in foza de cortello grando» donata in una ambasceria dei «signori Chiaponesi» (Giapponesi) ecc. La permanenza della raccolta nell'ambito strettamente militare trovava una conferma nella raccomandazione di non «mostrar ad alcuno senza licenza Eccellentissimi Signori Capi» del Consiglio dei Dieci, ma al tempo stesso confermava che l'armeria costituiva una tappa di interesse per i visitatori.  Nel 1773 l'ultimo inventario prima delle caduta della repubblica evidenzia l'avvenuta trasformazione dell'ameria, se non propriamente in un museo, in una autocelebrativa esibizione della storia dello stato:  non presentava più aggiornamenti delle armi, era invece arricchita da collezioni antiquarie, altri donativi di ambascerie, alcuni dipinti e mobili pregiati: Alcune schede mettevano in relazione i reperti con gli eventi storici della repubblica dalla sua leggendaria origine con un «elmo di ferro detto la visiera d'Attila» attraverso l'eroismo nelle varie battaglie, conquiste e anche sconfitte.

### L'Ottocento

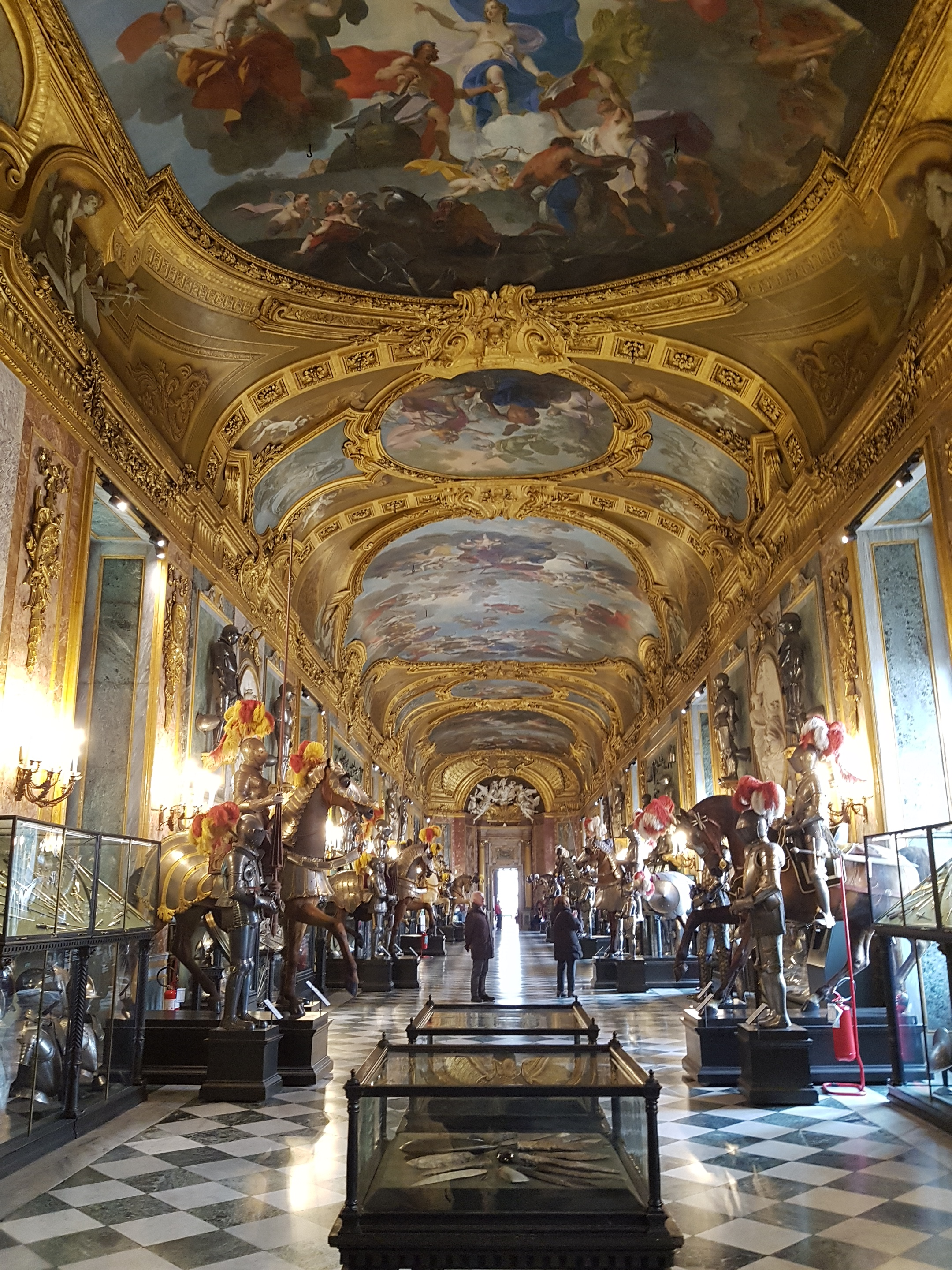
Torino, Armeria Reale

La diffusione di armerie tra le collezione private dell'Ottocento assunse una chiave romantica, fatto che provoca anche una proliferazione nella fabbricazione di falsi. La lettura che romantica risulta per l'Italia ispirata e in parte assegnabile alla creazione dell'Armeria Reale di Torino nel 1833. A questa tendenza dobbiamo la creazione delle collezioni di Gian Giacomo Poldi Pezzoli a Milano e da Frederick Stibbert a Firenze imitati nel primo Novecento da Ladislao Odescalchi a Roma, Vittorio Cini a Monselice, Luigi Marzoli a Brescia.
Nel XIX secolo è ravvisabile anche una netta separazione tra le armerie e i museo nazionali di storia militare nati in tutta Europa come evoluzione dei musei di artiglieria. Separazione effettiva anche in Italia anche se qui prevalse la tradizione dei musei separati per corpo.

## Studio delle armi antiche
Le raccolte di armi antiche offrono spazio a diversi approcci di studio:
- storia della tecnica: l'evoluzione della metallurgia dalla forgiatura di spade e armature, alla fusione dei cannoni, alla meccanica intercambiabile dei prodotti del tardo Settecento;
- storia dell'arte: quando le armi, in special modo quelle di lusso, rispecchiano le tendenze estetiche della loro epoca;
- storia economica e sociale: rilevante per l'evoluzione degli scambi tra i centri di produzione locali (come Brescia o Toledo) e l'estero e dall'altro lato per lo sviluppo di una mano d'opera specializzata;
- storia militare: l'evoluzione dell'arte militare e le vicende belliche correlate.